# Charles W. Leadbeater
Charles Webster Leadbeater (16. února 1854 Stockport – 1. března 1934 Perth) byl britský duchovní, okultista, spisovatel a dlouholetý význačný představitel mezinárodní Teosofické společnosti.

## Život
Narodil se v rodině úzce spjaté s anglikánskou církví, což předznamenalo i jeho budoucí životní dráhu. V roce 1879 se stal i on knězem anglikánské církve a nastoupil jako vikář v Hampshiru. Později se však začal věnovat studiu teosofie a v roce 1883 vstoupil do Teosofické společnosti. Rok nato se setkal v Londýně se zakladatelkou Teosofické společnosti Helenou Petrovnou Blavatskou (1831–1891) a na základě jejího doporučení odjel ještě v roce 1884 do indického Adjáru, kde se zapojil do práce v ústředí Teosofické společnosti. Tam úzce spolupracoval hlavně s jejím spoluzakladatelem plukovníkem Henrym Steel Olcottem, s nímž procestoval celou Indii a Cejlon (dnešní Srí Lanka). V roce 1890 se vrátil do Anglie, kde nadále působil jako soukromý učitel a významný představitel Teosofické společnosti. Byl už tehdy velmi proslulý i svými jasnovidnými schopnostmi.
Po smrti Madame Blavatské v roce1891 se stal blízkým spolupracovníkem její nástupkyně, Annie Besantové, s kterou pak od roku 1907 de facto společně vedli Teosofickou společnost. Úzce spolupracoval i s Liberálně katolickou církví, kterou založil jeho přítel, teosof a zednář James Ingall Wedgewood (1883–1951), a věnoval se pod jeho vedením také studiu svobodného zednářství a martinismu.
V roce 1908 přesídlil znovu do Indie a stal se vůdčí osobností indické sekce Teosofické společnosti. V roce 1909 zde objevil v mladém chlapci jménem Džiddú Krišnamúrti (1895–1986) neobyčejné duchovní schopnosti, zrcadlící se v jeho auře, a spolu s Annie Besantovou se zasadil o uvedení Krišnamúrtiho do veřejného života, v přesvědčení, že tento mladý bráhman je novým Mesiášem (Maitréjou), inkarnací Zarathuštry, Buddhy, Ježíše Krista a Mohameda. Z tohoto důvodu pak Charles Leadbeater zprostředkoval Krišnamúrtimu, jakožto budoucímu Učiteli lidstva, výchovu a vzdělání v Anglii a Francii. Krišnamúrti se pak skutečně stal světoznámým duchovním vůdcem, jedním z nejznámějších moderních učitelů vycházejících z indické tradice, byť i mimo rámec Teosofické společnosti.
Na sklonku svého života se Leadbeater odstěhoval do Západní Austrálie, kde zastával až do své smrti funkci biskupa Liberálně katolické církve.
Během své kariéry napsal několik desítek knih a studií, z nichž většina vyšla tiskem až po jeho smrti. Jedinou jeho knihou vydanou v češtině je Vnitřní život